# さがみ農業協同組合
さがみ農業協同組合（さがみ のうぎょうきょうどうくみあい）は、神奈川県藤沢市湘南台5丁目に本店を置く農業協同組合。鎌倉市、藤沢市、茅ヶ崎市、大和市、海老名市、座間市、綾瀬市及び高座郡寒川町を管轄地域としている。通称JAさがみ。

## 沿革
- 1995年（平成7年）
  - 3月1日 - 藤沢市、茅ヶ崎市、綾瀬市、大和市、鎌倉市、寒川町、座間の7つの農協が合併し、さがみ農業協同組合が誕生。存続農協は藤沢市農協。
- 2005年（平成17年）
  - 3月 - 海老名市農業協同組合を合併。

## 店舗
- 本店、村岡支店、鵠沼支店、藤沢支店、善行支店、辻堂支店、羽鳥支店、六会支店、長後支店、御所見支店、遠藤支店、大庭支店、藤が岡支店、茅ヶ崎支店、西久保支店、つるみね支店、小出支店、小和田支店、鶴ケ台支店、南湖支店、寒川支店、倉見支店、綾瀬支店、綾北支店、綾西支店、綾南支店、早園支店、大和支店、鶴間支店、渋谷支店、深見支店、つきみ野支店、玉縄支店、大船支店、深沢支店、鎌倉支店、西鎌倉支店、座間支店、栗原支店、海老名支店、有馬支店、柏ヶ谷支店、海西支店（この中に金融事業本部と共済事業本部が本店内に、総合経済センター（組織経済本部・配送センター・藤沢北営農センター）は御所見支店敷地内にある。）

## 農産物直売所
直営
- わいわい市（寒川店、藤沢店）

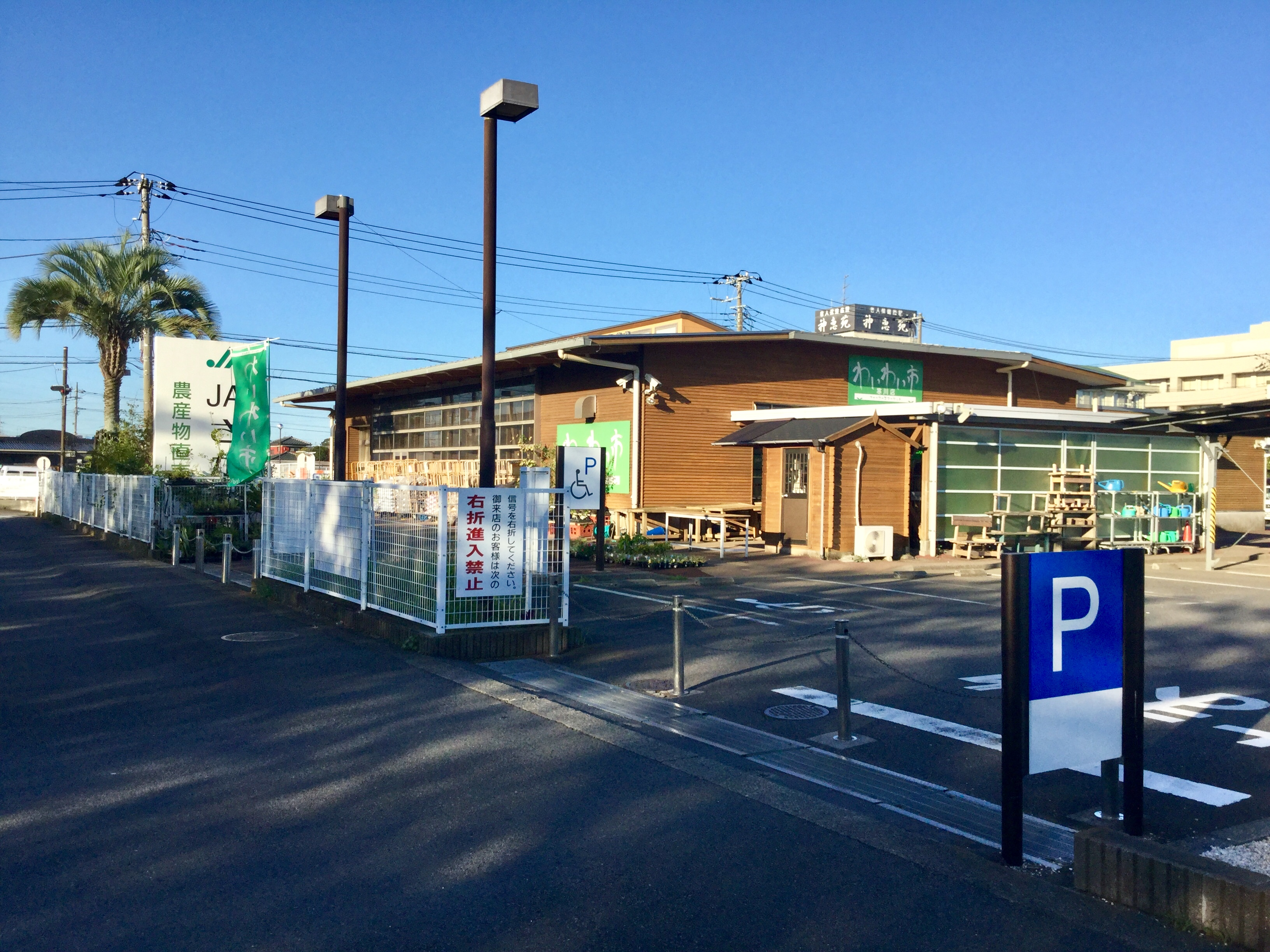
わいわい市寒川店（農産物直売所）

- グリーンセンター（綾瀬、渋谷、ざま、海老名）
- 米ディハウス（くげぬま、ざま）

農家運営
- じものさん（藤沢市遠藤6588）
- ごしょみ～な（藤沢市宮原3550）
- 直売者会　茅ヶ崎店（茅ヶ崎市新栄町13-44）
- あやせフレッシュマーケット（綾瀬市早川677）
- 愛菜市（綾瀬市早川677）
- つるま第二農産物直売所（大和市鶴間2-12-36）
- つるま第三農産物直売所（大和市つきみ野3-1-1）
- さくら野菜マート（大和市福田4-7-6）
- 泉の森直売所（大和市上草柳165）
- 海老名駅前農産物直売所（海老名市中央1-1105-4）

## 店舗外ATM
西友藤沢石川店内（管轄支店：六会支店）、座間市庁舎内（管轄支店：座間支店）、相模が丘（管轄支店：座間支店）、綾瀬市役所内（管轄支店：綾瀬支店）、寒川町役場内（管轄支店：寒川支店）

## ATM設置台数
本支店（店舗外ATM含み）56台を設置

## 事業
- 信用事業（JAバンク）「金融機関コード：5131」
- 共済事業（JA共済）
- 経済事業
- 農業関連事業
- 生活その他事業
- 営農指導事業

## 関連会社
さがみ協同開発株式会社
- 設立年月日：1974年（昭和49年）4月11日
- 業務内容：不動産の管理経営・賃貸借・売買・仲介の業務等
- 資本金：5,000万円
- 本社所在地：神奈川県藤沢市湘南台5丁目4番17号
- さがみ農業協同組合出資比率：100％
- 本支店数：8ヶ店

株式会社 さがみくみあいサービス
- 設立年月日1989年(平8成元)年8月1日
- 業務内容：葬祭事業、法要事業
- 資本金：3,000万円
- 本社所在地：神奈川県高座郡寒川町宮山115番地1号 JAさがみ寒川営農センター2階
- さがみ農業協同組合出資比率：100%